# Liste der Beiträge für den besten fremdsprachigen Film für die Oscarverleihung 1972
Die folgenden 20 Filme, alle aus verschiedenen Ländern, waren Vorschläge in der Kategorie bester fremdsprachiger Film für die Oscarverleihung 1972. Die hervorgehobenen Titel waren die fünf letztendlich nominierten Filme, welche aus den Ländern Israel, Italien, Japan, Schweden und der Sowjetunion stammen. Der Oscar ging an den italienischen Film Der Garten der Finzi Contini, ein Drama über eine aristokratische, jüdische Familie.
Die Bulgarien und Kanada unterbreiteten zum ersten Mal Vorschläge für diese Kategorie.

## Beiträge
| Land           | Deutscher Verleihtitel            | Sprache(n)     | Originaltitel                                                       | Regisseur(e)                 | Ergebnis        |
| -------------- | --------------------------------- | -------------- | ------------------------------------------------------------------- | ---------------------------- | --------------- |
| Ägypten        | Imra’ah wa ragoul                 | Arabisch       | امرأة و رجل (Imra’a wa-ragul)                                       | Houssam Eddine Mostafa       | Nicht nominiert |
| Brasilien      | Pra Quem Fica, Tchau              | Portugiesisch  | Pra Quem Fica, Tchau                                                | Reginaldo Faria              | Nicht nominiert |
| Bulgarien      | Igel kommen ohne Borsten zur Welt | Bulgarisch     | Таралежите се раждат без бодли (Taraleschite se raschdat bes bodli) | Dimitar Petrow               | Nicht nominiert |
| Dänemark       | Forsvundne fuldmægtig             | Dänisch        | Forsvundne fuldmægtig                                               | Gert Fredholm                | Nicht nominiert |
| BR Deutschland | Das Schloß                        | Deutsch        | Das Schloß                                                          | Rudolf Noelte                | Nicht nominiert |
| Frankreich     | Mauern aus Ton                    | Französisch    | Remparts d’argile                                                   | Jean-Louis Bertuccelli       | Nicht nominiert |
| Indien         | Reshma und Shera                  | Hindi          | रेशमा और शेरा (Reshma Aur Shera)                                        | Sunil Dutt                   | Nicht nominiert |
| Israel         | Schlaf gut, Wachtmeister!         | Hebräisch      | Ha-Shoter Azulai                                                    | Ephraim Kishon               | Nominiert       |
| Italien        | Der Garten der Finzi Contini      | Italienisch    | Il Giardino dei Finzi-Contini                                       | Vittorio De Sica             | Gewonnen        |
| Japan          | Dodeskaden – Menschen im Abseits  | Japanisch      | どですかでん (Dodesukaden)                                          | Akira Kurosawa               | Nominiert       |
| Kanada         | Mein Onkel Antoine                | Französisch    | Mon oncle Antoine                                                   | Claude Jutra                 | Nicht nominiert |
| Mexiko         | El Topo                           | Spanisch       | El Topo                                                             | Alejandro Jodorowsky         | Nicht nominiert |
| Niederlande    | Mira                              | Niederländisch | Mira                                                                | Fons Rademakers              | Nicht nominiert |
| Polen          | Familienleben                     | Polnisch       | Życie rodzinne                                                      | Krzysztof Zanussi            | Nicht nominiert |
| Jugoslawien    | Der Hirte                         | Mazedonisch    | Црно семе (Crno seme)                                               | Kiril Cenevski               | Nicht nominiert |
| Rumänien       | Die Schlacht der Giganten         | Rumänisch      | Mihai Viteazul                                                      | Sergiu Nicolaescu            | Nicht nominiert |
| Schweden       | Emigranten                        | Schwedisch     | Utvandrarna                                                         | Jan Troell                   | Nominiert       |
| Sowjetunion    | Tschaikowski                      | Russisch       | Чайковский (Tschaikowski)                                           | Igor Wassiljewitsch Talankin | Nominiert       |
| Spanien        | Marta                             | Spanisch       | Marta                                                               | José Antonio Nieves Conde    | Nicht nominiert |
| Ungarn         | Liebe                             | Ungarisch      | Szerelem                                                            | Károly Makk                  | Nicht nominiert |